# Har'el
Har'el (hebreiska: הראל) är en ort i Israel.   Den ligger i distriktet Jerusalem, i den centrala delen av landet. Har'el ligger 199 meter över havet och antalet invånare är 149.
Terrängen runt Har'el är platt åt nordväst, men åt sydost är den kuperad.Runt Har'el är det mycket tätbefolkat, med 1 411 invånare per kvadratkilometer. Närmaste större samhälle är Reẖovot, 16,0 km nordväst om Har'el. Trakten runt Har'el består till största delen av jordbruksmark.